# Érdy Miklós
Érdy Miklós Zoltán (Zomba, 1931. június 2. – Sarasota, Florida, 2017. április 21.) orientalista kutató, vegyészmérnök, fogorvos.

## Életpályája
Iskoláit Bonyhádon a Petőfi Sándor Gimnáziumban, majd a Veszprémi Vegyipari Egyetemen végezte.
Az 1956-os forradalmat követően az emigrációt választotta, 1957-ben az Egyesült Államokban telepedett le, ahol két doktorátust szerzett. New York-ban, illetbe New Jersey-ben élt és dolgozott.

### Képzettségei
- Vegyészdoktor – PhD polymer kémiában. Polytechnic University, Brooklyn. Kutatóvegyész. Több kémiai dolgozata, hét találmánya, 50 USA és nemzetközi szabadalma van.
- Fogorvos – DDS, New York University. Általános és kozmetikai fogorvos magánrendelővel.

Vegyészmérnökként helyezkedett el, ahol csakhamar sikeresnek bizonyult. Ennek ellenére fokozódó érdeklődése a történelem iránt arra az elhatározásra juttatta, hogy beiratkozzon fogorvosi képzésre a New York University-n. Fogorvosként biztosíthatta magának mind az anyagiakat, mind az időt a komolyabb kutatásokhoz, melyeket mindvégig önmaga finanszírozott.
- Orientalista Magánpénzből jó néhány tanulmányutat tett a Kárpát-medencétől Közép- és Belső-Ázsián át a Góbi és Takla-Makán sivatag térségéig. Kutatási eredményeit, számos fórumon közreadta, publikált, előadásokat tartott, s ezekkel jelentős nemzetközi elismerést szerzett.

Élete során mindvégig szívügyének érezte a cserkészetet, Cserkészmúltja során egyike lehetett az 1947-ben rendezett 6. Cserkész Világdzsemborin résztvevő 200 magyar cserkésznek. Amerikában is szoros kapcsolatot ápolt a már korábban emigrációra kényszerülő magyar cserkészettel.
Bár sikereket ért el vegyészként is, nemzetközi ismeretséget történelmi kutatásai hoztak számára. A hetvenes évektől kezdve a magyarság nyomán járva a sztyeppei népek kutatása lépett az első helyre, melyet igyekezett a lehető legaprólékosabban és ez által leghitelesebben véghezvinni. A magyarok eredetének és rokoni szálainak kérdéskörét több tudományág irányából is vizsgálta, így körbejárta embertani, régészeti, genetikai, néprajzi és nyelvészeti szempontból is.
Két ízben a Harvard egyetem is felkérte tudományos munkájának ismertetésére, de az Egyesült Államokon kívül tartott számos előadást több neves intézményben és konferencián világszerte, így Kína több tartományában, Mongóliában, az akkori Szovjetunióban, Romániában, Angliában, Spanyolországban és Ausztriában.
Utolsó és egyben összefoglaló könyvét 2010-ben publikálta.
Hosszan tartó betegség után 2017. április 21-én halt meg a floridai Sarasotában.

## Orientalista tevékenysége

### Sumér kutatás
A magyarok nyomait kutatva először a sumérok ural-altaji népekkel való rokonság lehetőségeit vizsgálta. Ezen a területen végzett aprólékos forráselemzéseit 4 év után egy két nyelvű könyvben összegzi:
"A SUMíR, URAL ALTAJI, MAGYAR ROKONSÁG KUTATÁSÁNAK TÖRTÉNETE [THE SUMERIAN, URAL-ALTAJIC, MAGYAR RELATIONSHIP: A HISTORY OF RESEARCH]"- Gilgamesh kiadó, New York, 1974, pp. 530 Ez valójában egy részletes forráselemzés. E művel az addig folyt kutatásokat kísérelte meg összegezni, hipotéziseket felállítani. A sumér – magyar rokonság kérdéskörét a hetvenes évek elején fokozatosan elhagyta, miután érzékelte annak lezárt jellegét.

### Hun kutatás
Ezt követően a Kárpát-medencei régészeti és néprajzi anyagokat tanulmányozta, de vezetett gyűjtőútja a moldvai csángók közé is. Ezen alapokra építve a honfoglaló magyarság lehetséges útját igyekezett feltárni lehetőleg minél több terepen végzett tanulmányúttal.
Az 1980-as évek folyamán 1992-ig hat tanulmányutat tett meg Ázsiában, amelyek saját kutatási anyaggal szolgáltak első publikációihoz. Tanulmányokat végzett a Kaukázustól az ősi Khorezmen, Buharán és Szamarkandon, Közép-Ázsián és Mongólián át, Ordoszig, a Kínai Nagy Fal, meg a Góbi sivatag széles térségéig. Eljutott a Takla-Makán sivatag peremén fekvő Kashgarba és Yarkandba Kőrösi Csoma el nem ért úticéljaihoz.
Mindezekről, Ordos-pusztáról és az ujgurok földjéről számos tanulmányban és rádióelőadásban számolt be már a nyolcvanas évek első felében New Yorkban.
A magyarok korai történetére vonatkozó összefoglaló munkája: A "térkép-rétegezés" új módszere a magyar eredetkutatásban – 1999-ben jelent meg.
A hun üstökkel és a nagy ordoszi hun aranylelettel foglalkozó kutatási eredményeit a Belső-Ázsia Bizottság elnökének meghívására először a Harvard Egyetemen adta elő. Ennek összefoglalója az egyetem Inner Asia Report – Newsletterben jelent meg 1990-ben. Ezt követően már évente több nemzetközi konferencián elemezte az ázsiai hun (Xiongnu) és az európai hun népelemek történelmi összefüggéseit a régészet útmutatása nyomán. Kiemelkedő az eurázsiai hun áldozati üstökről 1995-ben közölt tanulmánya, amelynek címe: Hun and Xiong-nu Type Cauldron Finds Throughout Eurasia (Hun típusú üstleletek Eurázsiában). Ezt a dolgozatát törökre és kínaira is lefordították és egyetemi kiadványokban közölték.
1999-ben másodszor is meghívást kapott a Harvard Egyetemre, ahol a hun lovastemetkezéseket és a lovassírok szerkezetét, továbbá a hun női sírok arany diadémjait elemezte. Megállapítása szerint a korai előhun és hun lovastemetkezések és sírszerkezetek a honfoglaló magyar temetkezési szokásokig nyúlnak.
Ezekről könyve jelent meg 2001-ben: A hun lovastemetkezések magyar vonatkozásokkal címen, mely egyben első magyar nyelvű önállóan megjelent összefoglaló munkája e témában.
Az 1990-es években további ázsiai tanulmányutakat tett meg, így Alma-Ata és Semirechje térségébe, valamint a Transzszibériai Expresszel átszelte az eurázsiai kontinenst. Harmincnál több régészeti dolgozatát közölték tudományos kiadványok (USA, Kína. Olaszország, Korea, Törökország, Magyarország, Oroszország) és számos nemzetközi konferencián adott elő.
Vegyész háttere hasznos volt az ötvözetek, a bronz és aranykincsek értékelésében, fogorvosi képzése nagy előnynek mutatkozott az emberi és állatkoponyák tanulmányozásában.
Fogorvosi munkájából származó keresetének köszönhetően tudta régészeti utazásait és munkáját finanszírozni.
1998-ban újra a terepen járt, amikor a Jenyiszej nyugati partján levő számos vésett sziklarajzot, petroglifet a helyszínen tudta tanulmányozni. Egy hét múlva a Kemerovói Állami Egyetemen (Nyugat-Szibéria) rendezett konferencián az ott található hun sziklarajzokról adott elő.
2002-ben az Ermitázsban a Mikhael Griaznov-emlékkonferencia előadása következett, majd 2005-ben a Mongol Tudományos Akadémia meghívására előadással vett részt Szühbaatarban a Noyon-uul-i hun királysírok felfedezésének a 80. évfordulóján tartott Kozlov emlékkonferencián.
Utolsó könyve 2010-ben jelent meg – A magyarság keleti eredete és hun kapcsolata – címmel, melyben egész addigi kutatási eredményeit összegezte.
Kutatásainak és gazdag tudományos munkásságának betegsége vetett véget.

## Publikációi
1983 "A SUMíR, URAL ALTAJI, MAGYAR ROKONSÁG KUTATÁSÁNAK TÖRTÉNETE [THE SUMERIAN, URAL-ALTAJIC, MAGYAR RELATIONSHIP: A HISTORY OF RESEARCH]"- Gilgamesh kiadó, New York, 1974, pp. 530
1983 "Belső-ázsiai utam az ujgurok hazájába, Kína Sinkiang tartományába" [My travels to Inner Asia, to the land of Uygurs in China's Xinjiang Province], és/and Közép-ázsiai utazásom Vámbéry nyomán [My Central Asian travels following Vámbéry], Rádióelőadás-sorozat New Yorkban, WHBI adó, 105.9 FM, sorrendben: 1983-ban és 1982-ben. Mikrofonpéldány másolata, Szerző kiadása [Microphone text for radio published by the Author], New York, 1983, pp. 46 és 23.
Folytatásokban szintén közölte (Also published by) Szittyakürt, Cleveland, USA, 1983 december és 1984 szeptember között.
1984 "Kőrösi Csoma és Vámbéry el nem ért végcéljánál, az ujguroknál kínai Sinkiangban." [At the unattained goal of Csoma de Körös and Vámbéry: with the Ujghurs in Chinese Xinjiang] A XXIII. Magyar Találkozó Krónikája, Árpád Kiadó, Cleveland, USA, 295-336. Ibid. Különlenyomat.
1985 "A Kőrösi Csoma emlékév összegezéséhez – Kőrösi Csoma el nem ért végcéljánál." [A summation of the Csoma de Körös Memorial Year – At the unattained goal of Csoma de Körös] Itt-Ott (USA) 18, 27-34, 3. szám, 98. kiadvány. Bibliográfiája in: 19, (1986) 1. szám, 99. kiadvány.
1987 "A magyar díszítőművészet alapelemeinek eurázsiai kapcsolatai." A XXVI. Magyar Találkozó Krónikája,, 279-310. old. Cleveland, USA, 1987
1987 "A magyar díszítőművészet alapelemeinek eurázsiai kapcsolatai" Árpád Könyvkiadó Vállalat, Cleveland, Ohio, 1987
1988 "Két ujgur nyelvű történelmi munka a steppe hun-türk népeiről és a magyarokról." [Two historical works in the Uighur laguage about the Hun-Turk peoples of the Steppes and of the Magyars] Előadás, közölte Szittyakürt, Cleveland (1988. jún.-júl. és augusztusi szám).
1989 "A ködmön (bőrujjas) elterjedése Eurázsia népei között" Előadás a 4. Magyar Őstörténeti Találkozón, 16-23. old. Felsőőr, Ausztria,, 1989. júl.
1989 "A koronázási palást szegélyén a daru, a tulipán és István kiály balkeze – magyar őstörténeti vonatkozásokkal" In: Szittyakürt, 1-4, részekben, 3-4, 4-5, 6-7, 8-9. old. Cleveland, USA, 1989
1990 "Unique Xiong-nu Cauldron from Ürümqi" [Különleges hun üst Ürümcsiből], Inner Asia Report – Harvard Newsletter, No. 7, 11-13 (Fall).
1991 "Észrevételek a magyarországi japán genetikai vizsgálatok kiértékeléséhez", Szittyakürt, (1991 szeptember-október hó) 8-11 old.
1991 "A nagy ordosi hun aranykincs." [The large Hun gold treasure in Ordos] Múzeumi Kurír, Debrecen, Déri Múzeum, VII. köt. 1.sz. (No. 61) 3-10.
1992 "The Xiongnu Type Cauldrons Throughout Central Eurasia and Their Occurrence on Petroglyphs" [Hun típusú üstök Közép-Eurázsiában és ábrázolásaik vésett sziklarajzokon], Full-Text Handout of Chinese-English Bilingual Paper Presented at The International Academic Conference on Archaeological Cultures of the Northern Chinese Ancient Nations, Hohhot, Inner Mongolia, China August 11-18, 1992. pp. 1-41 (Chin.), 1-56 (Engl).
Ibid. Published in Volume 3 of reprinted volumes (Ed. by Ms. Guo Suxin, Hohhot) of the conference proceedings at Hohhot (3 volumes) by Asian Art and Archaeology, Boulder, Colorado. 1992.
CHINESE TRANSLATION (somewhat abbreviated) published in [Kínai fordítását közölte]: Journal of Xinjiang Normal University (Ürümqi) Vol. 16, No. 4, 1995: pp. 35-48.
TURKISH TRANSLATION. (Török fordítása): Miklós Érdy "Orta Avrasya Boyunca Hiong-nu Tarzi Kazanlar ve Bunlarin Kaya Kabartmalarinda Ortaya Cikislari". Tarih Incelemeleri Dergisi, EGE Üniversitesi Basimevi, Bornova-Izmir Vol. XI. 1996: pp. 265-316.
1992 "Észrevételek a magyarországi japán genetikai vizsgálatok kiértékeléséhez" [Commentes to the evaluation of Japanese genetic test in Hungary}, Kultúra és Tradició II. Tanulmányok Ujváry Zoltán tiszteletére. Szerk: Viga Gyula, Miskolc, 883-894 old.
1994 "An Overview of the Xiongnu Type Cauldron Finds of Eurasia in Three Media, with Historical Observations" [Az eurázsiai Xiongnu típusú üstleletek áttekintése három anyagban, történelmi észrevételekkel], In Bruno Genito ed. The Archaeology of the Steppes. Methods and Strategies. Napoli, Instituto Universitario Orientale, 1994: pp. 379-438.
1994 "A hunok aranykincse. – Táltosló ábrázolásokkal?" [Gold Treasure of the Xiongnu – Depicting Taltos (Shaman) Horses?] A Második Magyar Történelmi Iskola Előadásai és Iratai, A Zürichi Magy. Tört. Egyesület Kiadv., Budapest 87-100.
Ibid. Kapu (Budapest) 10-11. sz. 22-26. 1994.
1995 "Hun and Xiong-nu Type Cauldron Finds Throughout Eurasia" [Hun és Xiongnu típusú üstleletek Eurázsiában], Eurasian Studies Yearbook, Bloomington, Indiana, 67, 5-94. Also: Corrigenda. ESYb, 68, 1996, p. 143.
1996 "Manichaeans, Nestorians or Bird Costumed Humans and Their Relationship to Hunnic Type Cauldrons in Rock Carvings of the Yenisei Valley" [Manichaeusok, Nesztoriánusok vagy madárruhás emberek viszonya hun típusú üstökhöz a Jenyiszej-völgyi sziklarajzokon], Eurasian Studies Yearbook, Bloomington, Indiana, Vol. 68, 45-95.
1997 "Adatok az ősmagyarság temetkezési szokásainak párhuzamaihoz Belsõ-Ázsiából" [Analogs of funerary customs of the early magyars in Inner Asia], Magyar Őstörténeti Konferencia, Budapest 1995 nov. 2O-21, Károli Gáspár Református Egyetem, (1997): pp. 35-63.
1997 "Ancient Hungarian Funerary Customs Observed in Northern Barbarian (8th c. B.C.) and Xiongnu Cemeteries" [Ősi magyar temetkezési szokások vehetők észre Északi Barbár (Kr. e. 8. sz.) és Hun temetőkben], International Journal of Central Asian Studies (Seoul, Korea), Vol.2, 135-208.
1999 "The Survival of Shaman Tradition in Siberian Rock Art – A Hunnic Relic" [A sámán hagyomány fennmaradása a szibériai sziklaművészetben – hun emlék], Italian/English bilingual text in D. Seglie ed. Siberian Rock Art – Archaeology, Interpretation and Conservation, CeSMAP, Pinerolo, Italy, pp. 32-61.
1999 "An Analysis of Xiongnu-Hun Petroglyphs in the Middle Yenisei Basin" [Xiongnu-Hun petroglyphek elemzése a Közép – Jenyiszej medencében], Proceedings. International Prehistoric Art Conference, Vol. I-II, Kemerovo, Siberia (Russia), 3-8 August 1998, State University of Kemerovo, 1999: Vol. I. pp. 195-203.
1999 "Learning about the Stein – Arnold Exploration Fund: A British – Hungarian Encounter" [A Stein – Arnold Kutatási Alap megtalálása: Egy Angol – Magyar együttműködés] in István Erdélyi ed. Sir Aurel Stein Bibliography, Eurolingua, Bloomington, Indiana (1999): pp. 61-63.
1999 "A 'térkép-rétegezés' új módszere a Magyar eredetkutatásban" ['Layering of maps' a new method in the search of the Hungarian's origin], Turán, 1. és 2. szám (1999): 13-29 és 17-34 old.
2000 "Hun/Xiongnu lovastemetkezések és párhuzamaik – magyar vonatkozásokkal" [Hun/Xiongnu horse burials and their parallels – with Hungarian analogs] in Gazda József szerk. Kőrösi Csoma és a Magyarság Keleti Eredete, Kőrösi Csoma Sándor Közművelődési Egyesület – Kovászna (Románia), Sepsiszentgyörgy, 2000: 269-311.
Ibid. Különlenyomat pp. 1 – 47.
Ibid. Turán, Budapest, Új IV. évf. (2001) 1. sz. pp. 17-40 és folyt. in 4. sz. pp. 27-38.
2001 A hun lovastemetkezések – magyar vonatkozásokkal [The Hunnic horse burials – with relevance to Hungarians]. Magyarországért É. H. Kiadó, Budapest 2001, pp. 283.
2001 "Partial Horse Burials and Grave Structures of the Xiongnu throughout Central Eurasia" [A Xiongnuk részleges lovastemetkezései és sírszerkezetei Közép-Eurázsiában]. In: Altaic Affinities, Proceedings of the 40th meeting of the P.I.A.C. (Permanent Internat. Altaistic Confer.) in Provo, Utah (1997). Indiana University, Bloomington IN 2001. pp 26-65.
2002 "Nyolc régészeti kapcsolat a hunok és a xiongnuk között", in: Eleink, I, 2. szám, 31-63.
2002 "Three Archaeological Links between the Xiongnu and the Huns." In: Proceedings of the Mikhail Griaznov memorial conference, Hermitage, St.-Petersburg (March 11-16, 2002) 2 vols. Title: Stepi Evrazii v drevnosti i srednevekove. Sankt-Peterburg, Gosudarstvenniy Ermitazh, Vol. 2, 2002 pp. 293-302.
2002 "Xiongnu Archaeological Relics West of the Yenisei." THE TURKS (6 vols.), Vol 1 Early Ages. Yeni Türkiye, Ankara 2002, pp. 228-235; Ibid in Turkish translation. In: TÜRKLER (21 vols.). Vol. 1, pp. 719-726.
2002 "Three Archaeological Links between the Xiongnu and the Huns." THE TURKS (6 vols.), Vol. 1 Early Ages. Yeni Türkiye, Ankara 2002, pp. 306-317; Ibid. in Turkish translation. In: TÜRKLER (21 vols.), Vol. 1, pp. 928-941.
2003 "Examination of Eight Archaeological Links Between the Xiongnu and the Huns" In: Altaica Budapestinensia MMII. Proceedings of the 45th Permanent Intern.Altaistic Conf. (PIAC) Budapest (June 23-28, 2002). Eötvös Loránd University, Budapest 2003. pp. 106-125.
2003/2004 M. ERDY, "Art Objects from the Sidorovka Kurgan Cemetery and the Analysis of its Ethnic Affiliation", S.A.P.A.R. Bulletin, Kemerovo, Siberia, English/Russian text, Vol. 6-7 48-52.
2005 "A honfoglaló magyarság lélekszámának elemzése és a besenyők mítikussá vált szerepe", Eleink, IV, 2. szám, 49-60.
2005 "A magyarság keleti eredetének genetikai mutatói", Eleink, IV, 1. szám, 40-55.
2006 ÉRDY, Miklós with Gyula DÉCSY, "Size of the Hungarian Population at the Conquest Time and the Myth of a Petcheneg Attack in 895 A.D.", Eurasian Studies Yearbook (Bloomington, Indiana Univ.), 78, 19-40.
2006 "A magyarság keleti eredetének genetikai mutatói" CD lemezen mellékletben, ARCANUM kiadás in: ZSOLNAI József, A tudomány egésze, Budapest, Nemzeti Tankönyvkiadó Rt.
2008 "Archaeological Continuity between the Xiongnu and the Huns: Eight Connections Supported by Written Sources", The DSCA Journal Danish Society for Central Asia’s Electronic Yearbook 2008, 11-27.
2008 "Nyolc régészeti azonosság és írott források mutatják, hogy a hun és a keleti hun (Xiongnu) ugyanaz a nép", in Magyarságtudományi Tanulmányok, főszerk. Botos László, Budapest, HUN-idea kiadó, 257-279 old.
Idem in English in: Selected Studies in Hungarian History, 277-298 pp.
2008 "Survival of Shaman Tradition in Siberian Hunnic Rock Art",International Society for Shamanistic Research. – Budapest: ISSR, 2008. – 48 p.
2009 "Xiongnu and Huns One and the Same: Analyzing Eight Archaeological Links And Data from Ancient Written Sources". Eurasian Studies Yearbook (Bloomington, Indiana Univ.) 81, 5-36.
2010 “A magyarság keleti eredete és hun kapcsolata” Kairosz Kiadó, Budapest 2010, pp. 462